# 芦澤望
芦澤 望（あしざわ のぞむ、1978年1月25日 - ）は、千葉県船橋市出身の競艇選手、ボートレーサー。
登録番号4053。デビューは2000年4月。身長167cm。体重55kg。血液型A型。
86期の最年長。（主な同期には吉田俊彦、萩原秀人、市橋卓士、原田篤志、柳沢一、中野次郎などがいる）

## 来歴・人物
東海大学の在学中、元smapの森且行がオートレーサーに転身したのをきっかけに
年齢的にギリギリ受験資格のあった、オートレースと競艇（現、ボートレース）の
試験を軽い気持ちで試しに受験したところ、競艇だけ合格することができた、と言っている。
本栖研修所を経て2000年5月に平和島競艇場でデビュー。
2003年にはＡ級に昇格。
2006年に初優勝を飾り、2007年にはＧⅠ初出場。
それ以降たまにＧⅠに呼ばれる選手ではあったが、2017年の宮島「岩田杯」は最高峰の選手が集まる
特殊な一般戦ではあったが、優勝して話題となった。
2004年と2021年に大怪我により、長期でレースに参加していない時期がある。
2012年より東京支部の副支部長を経由して、支部長を務める。
アニメ、声優のヲタクをオープンにしていて、ボート業界の中では有名らしく
東京のレース場では、ファンへのサービスイベントとして、アニメ関係者、レコード関係者、声優と仕事することが多い。
2017年から2020年にかけて文化放送でボートレースタイアップのwebアニメ「超速戦姫ヴァルキリータ→ン」のラジオ放送も
やっていた。声優の檜山修之、山本希望、佳村はるかとラジオやイベントを行っていたが
常に自分は７６５プロ派だと冗談を飛ばしていたらしい（実際にはライブにも応援に行っていた）
この番組で共演している声優の佳村はるかの夫は、元西武ライオンズの野田昇吾で、この番組をきっかけにボートレースに転向し、
再デビューが決まっていると噂されている。
３コース、５コースからのまくり、まくり差しには定評がある。
2022年8月6日、史上1162人目の通算1000勝を達成した。
生涯独身でボートとアニメとゲームが恋人と公表している。